# Акапонета (муниципалитет)
Акапонета (исп. Acaponeta) — муниципалитет в Мексике, штат Наярит, с административным центром в одноимённом городе. Численность населения, по данным переписи 2010 года, составила 36 572 человек.

## Общие сведения
Название Acaponeta с языка науатль можно перевести как: тростниковая заводь, где выращивают бобы.
Площадь муниципалитета равна 1427 км², что составляет 5,1 % от территории штата. Он граничит с другими муниципалитетами Наярита: на севере с Уахикори, на востоке с Эль-Наяром, на юге с Росаморадой, и на западе с Текуалой. Также Акапонета граничит с другими штатами Мексики: на северо-востоке с Дуранго и на северо-западе с Синалоа.

## Учреждение и состав
Муниципалитет был образован в 1917 году. В состав муниципалитета входит 141 населённый пункт, самые крупные из которых:
| код INEGI | Населённый пункт                             | Численность населения (2005 год) | Численность населения (2010 год) |
| 001       | Всего                                        | 34 665                           | 36 572                           |
| 0001      | Акапонета (административный центр)           | 18 066                           | 19 140                           |
| 0098      | Саюлилья (исп. Sayulilla)                    | 2 154                            | 2 277                            |
| 0037      | Ла-Гуасима (исп. La Guásima)                 | 1 006                            | 1 040                            |
| 0093      | Сан-Хосе-де-Грасия (исп. San José de Gracia) | 934                              | 1 037                            |
| 0102      | Эль-Тигре (исп. El Tigre)                    | 861                              | 886                              |
| 0082      | Эль-Рекодо (исп. El Recodo)                  | 682                              | 768                              |
| 0083      | Эль-Ресбалон (исп. El Resbalón)              | 704                              | 747                              |
| 0094      | Сан-Мигель (исп. San Miguel)                 | 680                              | 720                              |
| 0021      | Эль-Сентенарио (исп. EL Centenario)          | 578                              | 701                              |
| 0050      | Льяно-де-ла-Крус (исп. Llano de la Cruz)     | 645                              | 694                              |
| 0010      | Ла-Байона (исп. La Bayona)                   | 526                              | 539                              |
| 0004      | Эль-Агуахе (исп. El Aguaje)                  | 477                              | 531                              |

## Экономическая деятельность
Работоспособное население занято по секторам экономики в следующих пропорциях:

### Сельское хозяйство и скотоводство — 43 %
- Основными выращиваемыми культурами являются: кукуруза, фасоль, табак, сорго, чили, манго и авокадо.
- Скотоводство представлено крупным рогатым скотом, свиньями и козами. Также разводятся лошади, овцы, птицы и пчёлы.
- Рыбная ловля, также является важным экономическим показателем. Здесь ведётся улов речной рыбы и креветок.

### Торговля, сферы услуг итуризма— 41 %
- В муниципалитете представлены множество торговых предприятий, занимающихся реализацией продуктов питания, мебели, табака, топлива и предметами домашнего обихода. Сфера услуг представлена банками, складами и другими сервисами.

### Производство и строительство — 16 %
- Лесозаготовка — проводится на территории 7 км², где основные породами являются сосна и дуб.
- Горнодобыча — небольшое количество золота, серебра, цинка и меди.
- Производство представлено предприятиями по изготовлению кукурузной муки, упаковкой фруктов. Кроме того, есть заводы по производству мебели, строительных материалов и изделий из кожи.

## Инфраструктура
По статистическим данным 2005 года, инфраструктура развита следующим образом:
- протяжённость дорог: 142,3 км;
- электрификация: 95,1 %;
- водоснабжение: 87,6 %;
- водоотведение: 44,8 %.

## Достопримечательности
В муниципалитете можно посетить:
- церковь Пресвятой Богородицы, построенную в XVI веке;
- музей «Али Чумасеро», в котором представлены доиспанские археологические находки;
- музей «Владимир Кора», в котором выставляются современные работы известных мастеров;
- сернистые ванны в Агуа-Калиенте.